# 10010 Rudruna
10010 Rudruna (1978 PW3) là một tiểu hành tinh vành đai chính được phát hiện ngày 9 tháng 8 năm 1978 by husband và wife team Nikolai và Lyudmila Chernykh ở Đài vật lý thiên văn Crimean. Nó được đặt theo tên Peoples' Friendship University of Russia.